# Гійом де Ногаре
Гійом де Ногаре (фр. Guillaume de Nogaret; близько 1260 року, Сен-Фелікс-Лораге — 11 квітня 1313, Париж) — радник і хранитель печатки французького короля Філіппа IV Вродливого. Допомагав королю у знищенні Ордену тамплієрів.

## Біографія
Ногаре народився в Сен-Фелікс-де-Караман, діоцез Ажен. Із збіднілого лицарського роду, від якого почався рід герцогів д'Епернон. Батьки Ногаре належали секти катарів. Його дід був засуджений в Тулузі як «єретик» під час Альбігойського хрестового походу.
Достовірних відомостей про юність Ногаре збереглося небагато. Відомо, що він вивчав право в університеті Монпельє, де став професором римського права у 1287 році. Із 1293 року Гійом виконував суддівські обов'язки в Бокері. У ці роки він надавав юридичні послуги єпископу Магелона, королям Майорки та Франції. Пізніше був запрошений до Парижа, де, починаючи з 1296 року, став брати участь у засіданнях королівської ради. У 1299 році був посвячений королем у лицарі. Згодом Ногаре виконував найвідповідальніші доручення сюзерена.

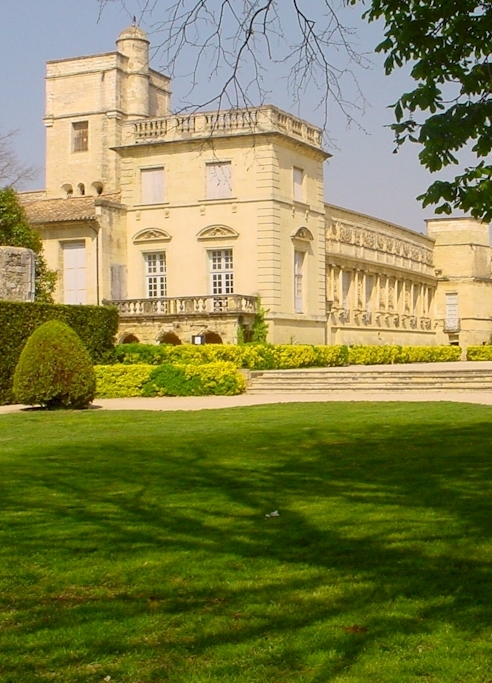
Замок Гійома Ногаре у Марсільяці

Навесні 1300 року був посланий з місією до Риму, яка закінчилася невдачею. У відповідь на зухвалу поведінку посланця короля Папа образив Ногаре. Після загибелі канцлера П'єра Флоте в битві при Куртре (1302 рік) Гійом Ногаре став головним радником короля Франції та хранителем великої королівської печатки. Він брав активну участь в конфлікті Філіппа «Вродливого» з Папою Боніфацієм VIII. 12 березня 1303 року Ногаре звернувся із клопотанням до короля, звинувачуючи Папу в симонії, єресі, «крадіжці майна у бідняків», розпалюванні війни та інших гріхах. Ногаре запропонував себе в ролі обвинувача Боніфація VIII на церковному Соборі. Влітку цього ж року вирушив до Італії із загоном у триста вершників і найманими піхотинцями брав участь у захопленні папського палацу в Ананьї і арешті самого понтифіка. Боніфацій був підданий образам: існує легенда, що Колонна (ворог Папи з роду Колонна; був у загоні Ногаре) або Ногаре дав ляпаса Папі, не знявши з руки латної рукавички. Навіть після смерті Боніфація Ногаре вимагав скликання церковного Собору для звинувачення покійного в єресі. Зберігся його лист, адресований королю, в якому Ногаре закликає Філіппа бути послідовним і йти до кінця в питанні засудження Папи. Новий Папа, Бенедикт XI, готувався відлучити Ногаре від Церкви, але помер, не встигнувши здійснити задумане. 27 квітня 1311 року Ногаре отримав відпущення гріхів уже від Климента V за конфлікт з Боніфацієм VIII: він повинен був покаятися і зробити ряд прощ по святих місцях Франції та Іспанії, проте ці умови Ногаре не виконав.
Крім того, Гійом керував знищенням Ордена тамплієрів та арештом його магістра Жака де Моле. У вересні 1307 року Ногаре розіслав від імені короля секретні листи сенешалям, бальї, прево з перерахуванням «злочинів тамплієрів», що містили розпорядження про взяття під варту «лицарів храму». Через кілька днів після цих подій Ногаре отримав посаду канцлера, змінивши на цьому посту П'єра Бельперша.
Відомо, що Гійом де Ногаре помер у квітні 1313 року.

## Літературний персонаж
У романі Моріса Дрюона «Залізний король» під час своєї страти в 1314 році магістр тамплієрів Жак де Моле проклинає Климента V, короля Філіппа і Ногаре та пророкує їм смерть протягом одного року. Насправді до моменту страти магістра (18 березня 1314 року) Ногаре не було в живих вже близько року. Можливо, в переказі про прокляття змішалися два Гійома: Ногаре і інквізитор Гійом Паризький, духівник короля Філіппа і учасник процесу над тамплієрами.
У романі Дрюона король доручає Ногаре справи про подружню зраду Маргарити і Бланки Бургундських — дружин майбутніх королів Людовика X Сварливого та Карла IV Вродливого, синів Філіппа Вродливого. Обидві принцеси були засуджені до довічного ув'язнення, а їхні коханці страчені після жорстоких тортур. Згідно з задумом Ногаре невістки короля мали бути присутніми на страті. Графиня Артуа, мати Бланки, вирішує помститися йому. Її придворна дама Беатриса д'Ірсон, за допомогою колишнього тамплієра Еврара, виготовляє отруєну свічку, яка потрапляє до будинку хранителя печатки. Незабаром після цього Ногаре захворює і вмирає в страшних муках.

## Кіновтілення
- Жак Жоасгуен в міні-серіалі «Прокляті королі» (фр. Les rois maudits), Франція, 1972 рік.
- Жером Анже в міні-серіалі «Прокляті королі» (фр. Les rois maudits), Франція, 2005 рік.
- Джуліан Овенден в серіалі «Падіння ордена» (англ. Knightfall), США-Чехія, 2017 рік.

## У музиці
- У російської співачки Канцлер Гі є пісні під назвою «Гійом де Ногаре» та «Пісенька хранителя печатки». Вони увійшли до альбому «Tample Memories».